# Воно живе 3: Острів живих
«Воно живе 3: Острів живих» (англ. It's Alive III: Island of the Alive) — американський науково-фантастичний фільм жахів 1987 року, написаний і знятий Ларрі Коеном. Продовження фільму 1978 року «Воно живе 2». Фільм випустила Warner Bros. у травні 1987 року.

## Синопсис
Немовлят-мутантів за рішенням суду помістили на безлюдний острів. Стівен Джарвіс, обурений цинізмом правової системи та ЗМІ, очолює експедицію на острів, щоб визволити їх.

## У ролях
| Актор            | Роль           |
| ---------------- | -------------- |
| Майкл Моріарті   | Стівен Джарвіс |
| Рік Ґеріа        | Тоні           |
| Карен Блек       | Еллен Джарвіс  |
| Лорен Лендон     | Саллі          |
| Вільям К. Ватсон | Кебот          |

## Виробництво
Ларрі Коен розповідав, що робота над фільмом почалася, коли він разом з Андре де Тотом прийшов до Warner Bros. і запропонував їм ідею ремейку «Будинку воскових фігур» (1953). Студію ідея не зацікавила. Однак студія хотіла, щоб Коен зняв фільм для їхнього відеопідрозділу. Коен був готовий піти на це лише за умови, що Warner заплатить за два фільми, які будуть зніматися один за одним. Warner погодилися. Фільми були «Воно живе 3: Острів живих» і «Повернення до Салемз Лоту». Обидва фільми були сиквелами, отже мали впізнаваність, що ідеально підходило для ринку відеофільмів.
Я подумав, що якщо я збираюся знімати третій фільм, я повинен довести цю історію до якогось нового і задовільного завершення. Тож я поставив собі кілька запитань: якими ці малюки будуть у дорослому віці? Як виглядатиме монстр, коли фізично розвинеться і постаріє? Я вважав, що це важливі питання, на які потрібно відповісти. Інакше не було б сенсу знімати фільм, якби я просто збирався зняти купу немовлят-монстрів, які знову бігають і вбивають людей. Другий фільм до певної міри відрізнявся від першого, тому що головні герої намагалися врятувати монстрів. У третьому фільмі ми прибрали з прологу всі сцени з народженням монстрів і дали глядачам можливість відчути їхній жах. Решта фільму була більше дослідженням характеру Джарвіса та розвитку дітей-монстрів. Я вважаю, що саме відмінність від подій попередніх картин зробила "Острів живих" вартісним проєктом.

## Зовнішні посилання
- It's Alive III: Island of the Alive на сайті IMDb (англ.)
- It's Alive III: Island of the Alive at the TCM Movie Database
- It's Alive III: Island of the Alive at Rotten Tomatoes